# Sphaerospira mortenseni
Sphaerospira mortenseni är en snäckart som först beskrevs av Tom Iredale 1929.  Sphaerospira mortenseni ingår i släktet Sphaerospira och familjen Camaenidae. Inga underarter finns listade i Catalogue of Life.